# 大尹村镇
大尹村镇，是中华人民共和国河北省衡水市饶阳县下辖的一个乡镇级行政单位。

## 行政区划
大尹村镇下辖以下地区：
大迁民村、东风庄村、大宫殿村、吾固村、留名佛村、大尹村、索庄村、娄庄村、大王庄村、东何庄村、西王庄村、郑庄村、吕汉村、张村、北流满村、北北岩村、南流满村、南北岩村和高村。